# Gordost i predrasuda
Gordost i predrasuda (engl. Pride and Prejudice) je drugi roman Džejn Ostin, koji je po prvi put objavljen 1813. godine. Priča je fokusirana na emotivni razvoj glavne junakinje, Elizabet Benet, koja uči o grešci ishitrenog rasuđivanja i počinje da ceni razliku između površnog i neophodnog. Komedija pisanja leži u opisu manira, obrazovanja, braka i novca u britanskom regentskom periodu. Duhovita i inteligentno napisana knjiga, Gordost i predrasuda vodi čitaoca kroz raskošne salone devetnaestovekovne Engleske i čini, prema mišljenju mnogih teoretičara književnosti, veoma dobro štivo.
Gospodin Benet sa poseda Longburn ima pet kćeri, ali njegova „imovina” je ordinat što znači da ni jedna od devojaka ne može da ga nasledi. Njegova žena nema imovinu, pa je važno da se makar jedna od devojaka dobro uda kako bi prehranila ostale nakon njegove smrti. Prva rečenica Džejn Ostin, „Istina široko priznata glasi da samac koji poseduje dobru imovinu mora želeti ženu” je rečenica puna ironije i igrarije. Roman se okreće oko važnosti udaje radi ljubavi, a ne jednostavno radi monetarnih razloga, bez obzira na društvene pritiske da se ostvari [na pr. bogat] spoj.
Gordost i predrasuda osigurava fascinaciju modernih čitaoca, dosledno se pojavljujući pri vrhu lista „najvoljenijih knjiga” među učenicima i opštom javnošću. Postao je jedan od najpopularnijih romana engleske književnosti, sa oko 20 miliona prodatih kopija, i popločao put za mnoge prototipe kojih ima u izobilju u modernoj književnosti. Nastavak zainteresovanosti za knjigu doveo je do niza dramatičnih adaptacija i do izobilja romana koji imitiraju Ostinove upečatljive likove i teme. Film iz 2005, Gordost i predrasuda, sa Kirom Najtli i Metjuom Mekfedjenom u glavnim ulogama, najskorija je holivudska adaptacija knjige.

## Radnja
Roman započinje sa gospodinom Benetom koji pokušava da ubedi gospođu Benet da poseti g. Binglija, poželjnog neženju koji se doselio u komšiluk. Nakon malo verbalne rasprave putem koje je g. Benet mamio svoju ženu, dolazi do toga da se ova poseta već dešava u Nederfildu, iznajmljenoj kući g. Binglija. Ovu posetu prati pozivnica na bal u sobama lokalne skupštine kojem će čitav komšiluk prisustvovati.
G. Bingli je otvoren i veseo na balu. Popularan je sa svim gostima, i deluje kao mu se veoma dopada prelepa gospođica Džejn Benet. Njegov prijatelj, g. Darsi, rečeno je da je duplo bogatiji; međutim, on je nadmen i neprijateljski nastrojen. Ne prihvata da pleše sa Elizabet, drugom ćerkom Benetovih, nagoveštavajući na to da ona nije dovoljno lepa da bi ga dovela u iskušenje. Ona nalazi da je ovo zabavno i šali se na račun izjave sa svojim prijateljima. Kerolajn, sestra g. Binglija, kasnije pozva Džejn u posetu.
Kada Džejn krene u posetu gospođici Bingli, hvata je pljusak tokom puta i ona se prehlađuje. Elizabet posećuje bolesnu Džejn u Nederfildu. Darsija počinje da privlači Elizabet, dok gospođica Bingli postaje ljubomorna, jer želi Darsija za sebe.
G. Kolins, rođak g. Beneta i naslednik poseda Longburn, poećuje porodicu Benet. On je pompezan i ponizan sveštenik, koji očekuje od svake od devojaka iz porodice Benet da poželi da se uda za njega zbog njegovog nasledstva. Brzo odlučuje da zaprosi Elizabet kada biva naveden da povjeruje da je Džejn zauzeta.
Elizabet i njena porodica upoznaju poletnog i šarmantnog Džordža Vikama, koji izdvaja Elizabet i priča joj priču o teškoći koju mu je g. Darsi prouzrokovao tako što ga je lišio zarađevine (sveštenička pozicija je isplativa parohija sa dobrim prihodom, koji kada je jednom odobren, traje do kraja života) koju mu je g. Darsijev pokojni otac obećao. Elizabetina netrpeljivost prema g. Darsiju je potvrđena.
Na nederfildskom balu, Elizabet nerado pleše sa godinom Darsijem. Pored Džejn i Elizabet, nekoliko članova porodice Benet prikazuju jasan manjak pristojnosti. Gospođa Benet nagoveštava da zasigurno očekuje da se Džejn i Bingli vere a mlađe sestre s druge strane izlažu porodicu podsmehu.
G. Kolins prosi Elizabet, koja ga odbija, što razljućuje njenu majku a rasterećuje njenog oca. Uskoro nakon, oni dobijaju novost o tome kako Binglijevi odjednom napuštaju Nederfild i odlaze za London, bez namere da se vrate. Nakon što ga Elizabet ponižavajuće odbija, g. Kolins prosi Šarlot Lukas, razumnu mladu ženu i Elizabetinu prijateljicu. Šarlot je za nijansu starija i zahvalna je na prihvatu prosidbe koja će joj obezbediti udoban dom. Elizabet je užasnuta takvim pragmatizmom po pitanju ljubavi. Džejn, slomljenog srca, odlazi da poseti ujnu i ujaka Gardinera na staromodnoj adresi u Londonu. Gospođica Bingli jasno ne želi da nastavi prijateljstvo, na šta je Džejn uznemirena ali ipak veoma uzdržana.
Na proleće, Elizabet posećuje Šarlot i g. Kolinsa u Kentu. Elizabet i njeni domaćini su pozvani u Rosings Park, zadivljujući dom ledi Ketrin de Burou, zaštitnice g. Kolinsa i izuzetno imućne tetke g. Darsija. Ona očekuje od g. Darsija da se oženi njenom ćerkom. G. Darsi i njegov rođak, pukovnik Ficvilijam, takođe posećuju Rosings Park. Pukovnik Ficvilijam govori Elizabet o tome kako je g. Darsi uspeo da spasi prijatelja od lošeg spoja tajo što ga je ubedio da je dama indiferentna. Elizabet shvata da priča mora da se odnosi na Džejn i biva užasnuta jer se Darsi umešao i doneo njenoj sestri toliko bola. Međutim, g. Darsi se zaljubljuje u Elizabet i prosi je. Ona ga ljutito odbija, tvrdeći da ne može da voli čoveka koji je uzrokovao toliku nesreću njenoj sestri i dalje ga okrivljuje za nepravedno ophođenje prema g. Vikamu. Druga optužba izgleda kao da razljućuje g. Darsija, pa s toga on optužuje njenu porodicu jer žele imovinu i navodi da je bio ljubazniji prema Bingliju nego prema sebi. Rastaju se, jedva govoreći.
G. Darsi, kasnije, daje pismo Elizabet, u kome je objasnio da je g. Vikam odbio zaradu koje je bio lišen, kako je tvrdio, i da je umesto toga dobio novac. Vikam je nastavio da rasipa novac pa je onda, osiromašen, ponovo zahtevao zaradu. Nakon što biva odbijen, pokušava da pobegne od kuće sa Darsijevom 15-godišnjom sestrom, Džordžijanom, zbog njenog velikog miraza. Darsi takođe piše da vjeruje da Džejn, zbog njenog uzdržanog ponašanja, ne voli g. Binglija. Darsi se izvinjava zbog povređivanja Džejn, a Elizabet počinje da menja mišljenje o g. Darsiju.
Nekoliko meseci kasnije, Elizabet i njena tetka i teča Gardiner posećuju Darsijev posed u Darbiširu, Pemberli. Na putu ka tamo, Elizabet čuje kako ga kućna pomoćnica opisuje kao ljubaznog i velikodušnog. Kada se g. Darsi neočekivano vraća, neodoljivo je ljubazan, a kasnije Elizabet i Gardineri upoznaju njegovu sestru i idu na pecanje. Elizabet je iznenađena i oduševljena ljubaznosti prema njoj i njenoj tetki i teči. Onda odjednom prima novosti iz Longburna da je njena sestra pobegla od kuće sa g. Vikamom. Odmah govori g. Darsiju i hitro odlazi, verujući da ga više nikada neće videti, jer je Lidijina sramota uništila dobar porodični status.
Nakon mučeničkog čekanja, g. Vikam je nekako biva ubeđen da oženi Lidiju. Pošto je malo dostojanstva povraćeno, Lidija posećuje porodicu i govori Elizabet da je g. Darsi bio na njenom venčanju. Gospođa Gardiner obaveštava Elizabet da je g. Darsi bio taj koji je velikim delom napravio taj spoj, i nagoveštava da možda ima razlog zbog čega je to uradio.
U ovom trenutku se, g. Bingli i g. Darsi vraćaju u Nedetfild. Ubrzo nakon toga, Bingli prosi Džejn i njegova ponuda biva prihvaćena. Ledi Ketrin, nakon što čuje glasine da Elizabet planira da se uda za Darsija, posećuje Elizabet i zahteva od nje da ne prihvati njegovu prosidbu. Elizabet ne obećava i ledi Ketrin odlazi, besna zbog Elizabetine spoznajne drskosti. Darsi, dirnut Elizabetinim odbijanjem da obeća da neće prihvatiti tu prosidbu, ponovo prosi Elizabet i ona prihvata. On posećuje Longburn i traži blagoslov od g. Beneta. Elizabet želi da njen otac razume da se ona ne udaje za njega zbog novca, i tek nakon što govori o Darsijevoj stvarnoj vrednosti počinje da se raduje venčanju.

## Likovi
- Elizabet Benet − druga od Benetovih ćerki, ima dvadeset godina i inteligentna je, živahna, privlačna, dovitljiva- ali ima naviku da osuđuje na osnovu prvog utiska. Kako se priča razvija, tako se razvija i njen odnos sa g. Darsijem. Tok Elizabetinog i Darsijevog odnosa je konačno odlučen kada Darsi pređe preko svoje gordosti, i kada Elizabet pređe preko svoje predrasude, dovodeći oboje da se predaju uzajamnoj ljubavi.
- G. Ficvilijam Darsi − imućan pijatelj g. Binglija. Došljak u selu, on na kraju postaje simpatija Elizabeti Benet. G. Darsi je dvadeset-osmogodišnji imućni vlasnik slavnog porodičnog Pemberli Poseda u Darbiširu, i kako glasine tvrde vredi makar 10.000 funti po godini. Iako je zgodan, visok, i inteligentan, Darsi nema lagodnost i društvene draži, pa ostali često mešaju njegovo neprijateljsko dostojanstvo i čestitosti kao dodatni dokaz prevelikog ponosa (što, donekle, i jeste tako).

- G. Benet − gospodin u srednjim godinama sa skromnim primanjima od 2.000 funti godišnje, i dosadno sarkastična glava sada smanjujuće porodice Benet (porodice veleposeda Hertfordšira), sa pet neudatih kćerki. Njegov Longburn posed zahteva mušku liniju.
- Gospođa Benet − sredovečna supruga g. Beneta, čiji je društveni položaj znatno iznad njenog, i majka njihovih pet kćerki. Gospođa Benet je hipohondar koja zamišlja da je podložna napadima drhtanja i podrhtavanja („[njeni] siroti živci”), kad god stvari ne idu po njenom. Njena najveća ambicija u životu je da uda svoje kćerke za bogate muškarce. Da li će bilo koji od tih spojeva učiniti njene kćerke srećnima je skoro uopšte ne brine.
- Džejn Benet − najstarija sestra Benet. Ima dvadeset dve godine kada roman započinje i smatra se najlepšom mladom damom u komšiluku i ima naviku da vidi samo dobro u ljudima. Zaljubljuje se u Čarlsa Binglija, bogatog mladog gospodina koji se nedavno doselio u Hertfordširu i koji je blizak prijatelj g. Darsija.

- Meri Benet − srednja sestra Benet, i najobičnija od svojih sestara. Meri Benet ima ozbiljnu narav pa stoga obično čita i svira, iako je često nestrpljiva da prikaže svoja dostignuća i vrlo je sujetna po pitanju njih. Često pridikuje svojoj porodici.
- Ketrin „Kiti” Benet − Četvrta sestra Benet, koja ima 17 godina. Iako je starija od Lidije, ona je njena senka i prati je u svojoj potrazi za činovnicima teritorijalne odbrane. Često je prikazivana kao da je ljubomorna na Lidiju i opisivana kao „blesava“ mlada žena. Međutim, rečeno je da se popravila kada se udaljila od Lidijinog uticaja. Prema Džejms Edvard Ostin-Lejevom Memoar od Džejn Ostin, Kiti se kasnije udala za sveštenika koji je živeo blizu Pemberlija.
- Lidija Benet − najmlađa sestra Benet, koja ima 16 godina kada roman započinje. Ona je detinjasta i tvrdoglava. Njena glavna aktivnost u životu je druženje, posebno flertovanje sa činovnicima teritorijalne odbrane. Ovo dovodi do bega sa Džordžom Vikamom, iako on nema nameru da je oženi. Lidija ne pokazuje obzir prema moralnom kodu svog društva; kako Ešli Tauhrt kaže, ona „oseća ali ne rasuđuje.“[5]
- Čarls Bingli − zgodan, prijatan, imućan mladi gospodin koji izdaje Nederfilski Park, posed tri milje udaljen od Longburna, nadajući se da će ga kupiti. Suprotstavlja se sa g. Darsijem oko posedovanja generalno zadovoljavajućijih manira, iako se oslanja na svog iskusnijeg prijatelja za savet. Primer ovoga je zabrana Binglijeve i Džejnine romanse zbog Binglijeve neosporne zavisnosti od Darsijevog mišljenja.[6] Nedostaje mu odlučnost i lako pada pod uticaj sredine; obe njegove dve sestre, gospođica Kerolajn Bingli i gospođa Luisa Herst, ne prihvataju Binglijevu rastuću naklonost prema gospođici Džejn Benet.

- Kerolajn Bingli − hvalisava, snobovska sestra Čarlsa Binglija, sa mirazom od 20,000 funti. Gospođica Bingli osmišljava planove vezane za g. Darsija, zbog čega je ljubomorna na njegovu rastuću naklonost prema Elizabet. Ona pokušava da nagovori g. Darsija da prestane da mu se sviđa Elizabet tako što ga ismejava pred porodicom Benet i kritikuje Elizabetino ponašanje. Gospođica Bingli takođe osporava ponašanje svog brata prema Džejn Benet, i prezire društvo u Meritonu. Njeno bogatstvo i njeno skupo školstvo deluju kao dva najveća izvora sujete i taštine Kerolajn Bingli. Dinamika između Kerolajn Bingli i njene sestre, Luise Herst, djeluje kao Lidijin i Benetov eko; da jedna osoba nije ništa sem pratilac druge, sa Kerolajn Bingli na istoj poziciji kao i Lidija, a Luisa Herst na Kitijinoj.
- Džordž Vikam − Vikam se upoznao sa g. Darsijem od ranog detinjstva, jer je bio sin od upravnika g. Darsijevog oca. Činovnik teritorijalne odbrane, on je površno šarmantan i hitro uspostavlja odnos sa Elizabet Benet. On kasnije beži sa Lidijom bez namere za brakom, šta će dovesti do potpune sramote, ali zbog Darsijeve intervencije da podmiti Vikama da je oženi kako bi otplatio njegove direktne dugove.
- G. Vilijam Kolins − G. Kolins, koji ima 25 godina kada roman započinje, je daleki drugi rođak g. Beneta, sveštenik, i trenutni pretpostavljeni naslednik svog Longburn Haus poseda. On je povladljiv i pompezan čovek koji je preterano posvećen svojoj pokroviteljki, ledi Ketrin de Burou.
- Ledi Ketrin de Burou − g. Darsijeva opterećujuća tetka. Lejdi Ketrin je imućna vlasnica Rosings Parka, gdje živi sa svojom kćerkom En, i hvaljena je od strane svog pastora, g. Kolinsa. Ona je ohola, pompezna, dominirajuća, i snishodljiva, i odavno planira da uda svoju bolešljivu kćerku za Darsija, kako bi „sjedinila njihova dva poseda“, tvrdeći da je to i njena najveća želja I želja njene pokojne sestre, ledi En Darsi (née Ficvilijam).
- G. Edvard i Gđa. Gardiner − Edvard Gardiner je brat od gospođe Benet i uspešan prodavac razumnog i gospodskog karaktera. Tetka Gardiner je nežna i elegantna, i bliska sa svojim nećakinjama Džejn i Elizabet. Gardineri su jasni po pitanju braka između Darsija i Elizabet.
- Džordžijana Darsi − Džordžijana je tiha, mila (i stidljiva) mlađa sestra g. Darsija, sa mirazom od 30.000 funti, i ima 16 godina kada priča započinje. Kada je još uvek imala 15, gđica. Darsi je zamalo pobegla da bi se udala za g. Vikama, ali je njen brat, koga idealizuje, spasio. Zahvaljujući godinama podučavanja od strane stručnjaka, usavršila je sviranje klavira, pevanje, sviranje harfe, i crtanje, i moderne jezike, pa je s toga opisana kao Kerolajn Binglijeva ideja „uspešne žene“.
- Šarlot Lukas − Šarlot je Elizabetina drugarica koja se, sa 27 godina (prevazišla je najbolje godine za brak), plaši da postaje teret svojoj porodici i zato pristaje da se uda g. Kolinsa da dobije finansijsku sigurnost. Kroz roman apeluje na važnost ljubavi i razumevanja braka, Ostin ne deluje kao da ikada osuđuje Šarlotinu odluku da se uda radi novca. Koristi Šarlot da prenese kako se žene njenog doba pridržavaju društvenih očekivanja udaje čak iako nije iz ljubavi, već iz pogodnosti.[7] Šarlot je kćerka ser Vilijama Lukasa i ledi Lukas, prijatelja gđe. Benet. Detaljna mreža koja prikazuje odnose između glavnih likova u Gordosti i predrasudi

## Glavne teme
Mnogi kritičari uzimaju naziv romana kao početnu tačku pri analiziranju glavnih tema Gordosti i Predrasuda; ipak, Robert Foks napominje da ne treba mnogo procenjivati naslov jer je moguće da su komercijalni faktori uticali na izbor naziva. ,,Nakon uspeha Razuma i osećaja, najprirodnije bi bilo prikazati istog autora putem iste formule antiteze i aliteracije u nazivu." Treba istaknuti da karakteristike naslova nisu eksluzivno date jednom ili drugom protagonisti; i Elizabet i Darsi prikazuju predrasudu. Naziv je najverovatnije uzet iz dela Fani Burnijevog romana Sesilija iz 1782, roman kojemu se Ostin zasigurno divila.:
,,Čitava ova nesrećna stvar, rekao je Dr Lister, ,,je ishod GORDOSTI i PREDRASUDE...Uzgred, ipak ovo zapamtite: ako GORDOSTI i PREDRASUDI dugujete svoje očaje, dobro i zlo je time tako divno ujednačeno, da će te GORDOSTI i PREDRASUDI takođe dugovati njihov završetak. (pisanje velikih slova kao u originalu.)
Glavna tema u većini Ostininih dela je značaj sredine i odgoja pri razvoju karaktera i moralnosti mladih ljudi. Društveni ugled i bogatstvo nisu nužno prednosti u njenom svetu, i dalja česta tema Ostininih dela su nesposobni roditelji. U Gordosti i Predrasudi, propust gđe. i g. Beneta kao roditelja okrivljuje se za Lidijin manjak moralnog rasuđivanja; Darsi sa druge strane, je učen da bude principijelan i skromno častan, ali on je takođe i ponosan i tegoban. Kiti, spašena od Lidijinog lošeg uticaja i provodi više vremena sa starijim sestrama nakon što se one bivaju venčane, je rečeno da se značajno popravlja u njihovom visokom društvu. Američka romanospisateljka Ana Kvindlen posmatrala je uvod u izdanje Ostinin roman 1995-e:
Gordost i Predrasuda takođe govori i o toj stvari koju svi veliki romani stavljaju u obzir, potragu za sobom. I to je prvi veliki roman koji nas uči da je potraga preuzeta istom sigurnošću u sobi za crtanje dok se ćaska kao i pri traženju velikog belog kita ili javnog kažnjavanja preljube.

### Brak
Početna reč romana famozno objavljuje: ,,Opšte je poznata činjenica da je bogatom neoženjenom čoveku žena preko potrebna." Oo postavlja brak kao centralnu temu- i zaista centralni problem- okvirno za roman. Čitaocima se nameće pitanje da li je ovim slobodnim muškarcima, zaista potrebna žena ili nije, ili su te želje diktirane od strane ,,komšijskih” porodica i njihovih kćerki koje zahtevaju ,,dobru sreću”. Brak je kompleksna društvena aktivnost koja zauzima političku privredu, i ekonomiju okvirno, u obzir. U slučaju Šarlot Lukas, na primer, prividni uspeh njenog braka leži ugodnoj privredi njihovog domaćinstva, dok odnos između g. i gđe. Benet služi da opiše lose brakove zasnovane na početnoj privlačnosti i površnosti iznad dubine (ekonomske i psihološke). Brak Benetovih je takav primer da će najmlađa Benetova, Lidija, imitirati sa Vikamom, a ishodi će biti daleko od pohvalnih. Kroz centralne likove, Elizabet i Darsi, započinju roman kao neprijateljski poznanici i neizvesni prijatelji, oni kasnije rade na tome da razumeju jedno drugo i sami sebe da bi mogli da se venčaju u skladu sa pogodnim uslovima svako ponaosob, čak iako je njihov ,,jednak” društveni status ostaje bremenit. Kada Elizabet odbija Darsijevu prvu prosidbu, argument venčavanja iz zaljubljenosti je uveden. Elizabet tek prihvata Darsijevu prosidbu kada biva sigurna da ga voli i kada su njena osećanja uzvraćena. Ostinino kompleksno skiciranje različitih brakova na kraju dopušta čitaocima da se zapitaju kakvi su oblici zajednica prihvatljivi, posebno kada je u pitanju privilegija privrede, seksualna, prijateljska privlačnost.

### Bogatstvo
Bogatstvo igra ključnu ulogu na bračnom tržištu, ne samo za mlade dame koje traže imućnog muža, već i za muškarce koji žele ženu sa prihodima. Dva primera su Džordž Vikam, koji je pokušao da pobegne sa Džordžijanom Darsi, i Kolonel Ficvilijam. Oženiti ženu iz bogate porodice osiguravalo je povezanost sa uzvišenom porodicom, kao što je očigledno u željama Binglijevih sestara da se njihov brat oženi Džordžijanom Darsi. Gđa. Benet često biva viđena kako ohrabruje svoje kćerke da se udaju za imućnog muškarca iz visokog društvenog staleža. U prvom poglavlju, kada g. Bingli dolazi, ona objavljuje ,,ja mislim na njegovu ženidbu jednom od njih.”
Nasledstvo se određivalo prema poreklu, ali je moglo biti uskraćeno od strane ordinata, koji bi uskratio nasledstvo samo na muške naslednike. U slučaju porodice Benet, g. Kolins je trebao da nasledi porodično imanje nakon smrti g. Beneta i njegova prosidba Elizabet bi joj obezbedila sigurnost u budućnosti. Ona ipak, odbija njegovu ponudu. Zakoni o nasledstvu su bili od koristi muškarcima jer većina žena nije imala nezavisna legalna prava do druge polovine 19-og veka. Posledica toga bilo je to da je ženska finansijska sigurnost zavisila od muškaraca. Za više srednje i aristokratske klase, brak sa muškarcem se stabilnim primanjem skoro je bio jedini put do sigurnosti za ženu i njenu buduću decu. Ironija u početnoj reči romana govori, dakle, da bi generalno u ovom društvu žena bila ta koja bi tražila imućnog muža kako bi imala uspešan život.

### Klasa
Ostin je možda poznata po svojim ,,romansama”, ali brakovi u njenim romanima spajaju se sa ekonomijom i klasnom razlikom. Gordost i Predrasude jedva da je izuzetak. Kada Darsi prosi Elizabet, navodi njihove ekonomske i društvene razlike kao prepreku preko koje njegova preterana ljubav treba da pređe, iako nervozno čavrlja o problemima koje mu nameću u njegovom društvenom krugu. Njegova tetka, Lejdi Ketrin, kasnije karakteriše ove razlike na prilično grube načine kada saopštava kakav će postati brak između Elizabet i Darsija:,,Hoće li Pemberlijeve nijanse biti tako zagađene?“ Iako Elizabet odgovara na Lejdi Ketrinine osude da njena je potencijalno narušavаjuća ekonomska i socijalna pozicija (Elizabet takođe insistira da su ona i Darsi ,jednaki“), Lejdi Ketrin odbija da prihvati Darsijev stvarni brak sa Elizabet čak i kada se roman završava.
U međuvremenu, Binglijevi predstavljaju poseban problem za upravljanje društvenom klasom. Iako se Kerolajn Bingli i g. Hrst ponašaju i govore o ostalima kao da su oduvek pripadali višim ešalonima društva, Ostin uverava objašnjavajući da su Binglijevi postigli svoje imućstvo trgovinom umesto kroz gospodski stalež i aristokratske metode nasledstva i zarađivanja novca od njihovih zakupaca kao stanodavci. Činjenica da Bingli izdaje Nederfild Hol- je, na kraju svega, ,,da dopusti’’- značajno ga razlikuje od Darsija, čije je imanje pripadalo porodici njegovog oca, i ko je, preko njegove majke, unuk i nećak jednog grofa. Bingli, za razliku od Darsija, ne poseduje svoj posed, ali ima prenosivo i rastuće bogatstvo što ga čini dobrom prilikom na bračnom tržištu za siromašnije kćerke gospodskog staleža, poput Džejn Benet, ambiciozni ljudi (trgovačka klasa), itd. Klasa igra centralnu ulogu u evoluciji likova, a Džejn Ostinin radikalan pristup klasi je viđen tokom razvitka radnje.
Uz to, postoji podtok stare anglo-normanske više klase koji se nagoveštava u priči, kao što je sugerisano od strane imena Ficvilijama Darsija i njegove tetke, Lejdi Ketrin de Boro; Ficvilijam, D'Arsi, i de Buro (Brk) i sva tradicionalna normanska imena.

### Poznavanje sebe
Kroz njihove interakcije i njihove kritike jedno drugog, Darsi i Elizabet počinju da prepoznaju svoje lične mane i da rade na tome da ih ispravljaju. Elizabet temeljno razmišlja o svojim ličnim greškama u 36-om poglavlju:
,,Kako sam ružno postupila — uzvikne ona — ja koja sam se ponosila svojom pronicavošću! Ja koja sam cijenila sebe zbog svojih sposobnosti! Ja koja sam često omalovažavala sestrinu velikodušnu prostodušnost i zadovoljavala svoju taštinu beskorisnim i neopravdanim nepovjerenjem. Koliko me ponizilo ovo otkriće! Pa ipak, kako je pravedno ovo poniženje. Da sam bila i zaljubljena, ne bih mogla biti toliko slijepa. No zaludila me taština, a ne ljubav. Polaskana pažnjom jednoga, a uvrijeđena zanemarivanjem drugoga, već na početku našeg poznanstva, ja sam se u oba slučaja priklonila predrasudama i neznanju, a oglušila o razum. Do ovog trenutka nisam poznavala samu sebe.“
Druge karakteristike retko predstavljaju ovu dubinu odraza samog sebe- ili im makar nije dat prostor u romanu za ovu vrstu razvoja. Taner naznačava da g.Benet posebno, ,,ima veoma ograničene zahteve tog iskaza; sa manjkom bilo kakvih introspektivnih navika ona je nesposobna da ceni osećanja drugih i samo je svesna materijalnih sredstava."</ref> G.Benetovo ponašanje se ogleda u društvu u kojem ona živi, pošto zna da njene kćerke neće uspeti ako se ne udaju: ,,Njena životna svrha je da uda svoje kćerke: njegova uteha bila je dobrodošlica i novost. Ovo dokazuje da je g.Benet samo svestan ,,materijalnih sredstava” a ne njenih ličnih osećanja i emocija.

### Stil
Ponos i Predrasude, poput mnoštva drugih Ostininih radova, uvodi narativne tehnike slobodnog indirektnog govora, koji je definisan kao ,,slobodno predstavljanje govora lika, pod čim se ne misli, na reči koje je stvarno izgovorio lik, nego na reči koje predstavljaju misli lika, ili način na koji bi lik mislio ili govorio, ako bi ona mislila ili govorila.“ Ostin osmišljava svoje likove sa potpuno razvijenim ličnostima i jedinstvenim glasovima. Iako su Darsi i Elizabet veoma slični, oni su takođe i značajno različiti. Korišćenjem naracije koja prihvata ton i vokabular posebnog lika (u ovom slučaju, Elizabet), Ostin poziva čitaoce da prate događaje iz Elizabetinog ugla gledišta, deleći njenu predrasude i zablude. ,,Kriva učenja, iako podložna od strane oboje protagonista, otkrivena nam je samo kroz Elizabetin ugao gledišta i njen slobodan indirektan govor je od presudnog značaja... jer kroz njega ostajemo zatečeni, ako ne i zaglavljeni, u Elizabetinim prezirima.“ Par puta kada je čitaocu omogućeno da stekne dalje znanje o osećanjima lika, je kroz pisma razmenjena u ovom romanu. Darsijevo prvo pismo Elizabeti je primer ovoga pošto kroz njegovo pismo, i čitaocu i Elizabeti je pruženo saznanje o Vikamovom stvarnom karakteru. Kod Ostinove je poznata upotreba ironije kroz roman pogotovo iz ugla gledišta Elizabet Benet. Ona saopštava ,,opresivna pravila ženstvenosti koja zaista dominiraju njenim životom i radom, i pokrivena su njenim prelepo izrezbarenim trojanskim konjem ironične udaljenosti."[ Započinjući istorijskim istraživanjem razvoja posebne književne forme i onda prelazeći na empirijske verifikacije, otkriva se Slobodan Indirektni Govor kao sredstvo koje se pojavilo tokom vremena kao praktično sredstvo za oslovljavanje fizičkog razvoja umova. Posmatrano na ovaj način, Slobodan Indirektni Govor je izrazit književni odgovor na brigu sredine, koji pruža naučnu odbranu koja ne smanjuje književnost na mehanički nastavak biologije, već shvata da je njena vrednost u njenoj originalnoj formi.

## Razvoj romana
Ostin je počela da piše roman nakon posete Gudston Parka u Kentu sa svojim bratom Edvardom i njegovom ženom 1796. Na početku je imao naziv Prvi Utisci, i bio je pisan između oktobra 1796 i avgusta 1797. Prvog novembra 1797 Ostinin otac je poslao pismo londonskom bestseleru Tomasu Kadelu kako bi ga pitao da li želi da vidi rukom napisanu verziju, ali ponuda je bila odbijena povratnim zapisom. Brajtonski logor gdje nacionalna vojska odlazi u maju nakon zime provedene u Meritonu bio je otvoren u avgustu 1793, a kasarne za sve discipline nacionalne vojske su bile završene do 1796, smeštajući događaje romana između 1793-e i 1795-e godine.
Ostinova je napravila značajane ispravke ručno zapisane verzije Prvih Utisaka između 1811 i 1812. Jer ništa nije ostalo od originalne ručno napisane verzije, ostalo nam je da pretpostavljamo. Od velikog broja pisama u konačnom romanu, pretpostavlja se da su Prvi Utisci bili epistolarni roman. Ona je kasnije promenila naziv u Gordost i Predrasude između 1811/1812, čija je prava prodala kako bi objavila rukom napisanu verziju Tomasu Egertonu za 110 funti (jednako 6,724 funte u 2016-oj). Tokom promene imena romana, Ostinova je verovatno razmišljala o ,,tegobama i otporima” sumiranim u poslednjoj glavi Feni Bernijeve Sesilije, pod nazivom ,,Gordost i Predrasude”, gde se fraza pojavljuje tri puta velikim slovima. Moguće je da je originalni naziv bio promenjen kako bi se izbegla zamena sa ostalim delima. U godinama između završetka Prvih Utisaka i prepravki Gordosti i Predrasuda, druga dva dela su bila objavljena pod tim imenom: roman od Margaret Holford i komedija od Horasa Smita.

## Istorija objavljivanja
Ostin je prodala autorska prava romana Tomasu Egertonu iz Vojne biblioteke u Vajtholu, u zamenu za 110 funti (Ostin je tražila 150 funti). Ovo se pokazalo kao skupa odluka. Ostin je objavila Razum i osećajnost na osnovu procenta, čime se postarala da izdavač neće imati nikakve gubitke, a sama je primala zaradu od prodaje, koja je ostajala nakon isplate troškova i procenta za izdavača. Ne znajući da će Razum i osećajnost da se rasproda i da će od njega zaraditi 140 funti, prosledila je autorska prava Egertonu za jednokratnu isplatu, što znači da je celokupan rizik (kao i sve zarade) bio njegov. Žan Fergus je izračunao da je Egerton naknadno zaradio oko 450 funti samo od prva dva izdanja knjige.
Egerton je objavio prvo izdanje Gordosti i predrasude u tri toma tvrdog poveza, 27. januara 1813. Roman je reklamiran u Jutarnjoj hronici i koštao je 18 šilinga. Pozitivne kritike doprinele su da se ovo izdanje rasproda, zajedno sa drugim izdanjem koje je objavljeno u novembru iste godine. Treće izdanje objavljeno je 1817.
Prevodi na stranom jeziku pojavili su se prvi put 1813. na francuskom; naknadni prevodi objavljeni su na nemačkom, danskom i švedskom. Gordost i predrasuda je prvi put u avgustu 1832. bila objavljena u Sjedinjenim Američkim Državama, pod nazivom Elizabet Benet, ili Gordost i Predrasuda. Roman je bio takođe uvršten u biblioteku Standardni romani, Ričarda Bentlija 1833. Priređeno izdanje Gordosti i predrasude R.V. Čepmena, koje je prvi put objavljeno 1923.godine, postalo je standardno izdanje na kome se baziraju mnoge moderne objavljene verzije romana.
Roman je prvobitno objavljen bez imena autorke Ostin. Umesto toga, pisalo je „Od autora Razuma i osećajnosti“. Ovo je nosilo rizik za Ostinovu, za razliku od toga kada je Razum i osećajnost objavljen sa napomenom da je napisan ,,Od strane jedne dame”.

## Recepcija romana

### Pri prvoj objavi
Roman je lepo prihvaćen, sa tri pozitivne kritike u prvim mesecima po objavljivanju. En Izabela Milbenk, kasnije supruga Lorda Bajrona, nazivala ga je „modernim romanom“. Čuveni kritičar i recenzent, Džordž Henri Lijus, izjavio je da bi on pre objavio Gordost i predrasudu, ili Toma Džounsa, nego bilo koji od romana iz serije Vejverli Ser Voltera Skota.
Šarlot Bronte je, međutim, u pismu upućenom Lijusu, napisala da je Gordost i predrasuda razočarenje, „pažljivo ograđena, jako kultivisana bašta, sa urednim međama i delikatnim cvetovima; ali... bez slobodne zemlje, svežeg vazduha, plavog brda, ili lepog planinskog potoka.“

### Kasni 19. i 20. vek
- 2003.godine, BBC je sproveo anketu za „Najvoljeniju knjigu Velike Britanije“, u kojoj je Gordost i predrasuda zauzela drugo mesto, iza Gospodara prstenova.[36]
- U anketi iz 2008, koja je obuhvatala više od 15.000 australijskih čitatelja, Gordost i predrasuda zauzela je prvo mesto među sto jednom najbolje napisanom knjigom ikada.[37]
- Dvestota godišnjica Gordosti i predrasude proslavljena je 2013.godine širom sveta putem medija kao što su Hafington Post, Njujork Tajms i Dejli Telegraf.[38][39][40][41][42][43][44]

## Adaptacije

### Film, televizija, pozorište
Gordost i predrasuda iznedrila je brojne adaptacije. Neke od slavnih filmskih verzija, uključujući i onu iz 1940, sa Grir Garson i Lorensom Olivijeom u glavnim ulogama (delimično baziranu na scenskoj adaptaciji Helen Džeroum iz 1936), kao i onu iz 2005. sa Kirom Najtli (uloga nominovana za Oskara) i Metjuom Mekfejdenom u glavnim ulogama. Među čuvenim televizijskim adaptacijama su dve BBC-jeve: verzija iz 1980.godine, sa Elizabet Garvi i Dejvidom Rintaulom u glavnim ulogama i popularna verzija iz 1995. godine, u kojoj glavne uloge tumače Dženifer Ili i Kolin Fert.
Pozorišna verzija iz 1936. godine, koju je osmislila Helen Džeroum, igrala se u pozorištu Sveti Džejms u Londonu, sa Silijom Džonson i Hjuom Vilijamsom u glavnim ulogama. Prvi utisci iz 1959. bila je muzička verzija u kojoj su glavne uloge tumačili Poli Bergen, Farli Grejndžer i Hermajoni Džingold. 1955. godine Bernard Dž Tejlor je napisao probni muzički album, u kom je ulogu Elizabet Benet igrala Kler Mur, a g. Darsija Piter Keri. Nova pozorišna izvedba Gordosti i predrasude, , Novi Mjuzikl, autorke Džejn Ostin, predstavljena je na koncertu 21.oktobra 2008. godine u Ročesteru, u Njujorku, sa Kolinom Donelom u ulozi Darsija. Švedski kompozitor Denijel Nelson zasnovao je svoju operu Gordost i predrasuda iz 2011. godine na istoimenom romanu.

### Književnost
Roman je inspirisao mnogobrojne druge radove koji nisu direktne adaptacije. Knjige koje su inspirisane Gordošću i predrasudom uključuju sledeće: Kćerke g. Darsija i Podvizi i pustolovine gđice Altije Darsi autorke Elizabet Ešton (Elizabeth Aston), Darsijeva priča (bestseler) i Dijalog sa Darsijem Dženet Ejlmer (Janet Aylmer), Pemberli, ili: Gordost i predrasuda nastavljeno i Nejednaki brak, ili: Gordost i predrasuda dvadeset godina kasnije od Eme Tenent (Emma Tennant), Knjiga o Rut autorke Helen Bejker (Helen Baker), Džejn Ostin mi je uništila život, a g. Darsi mi je slomio srce od Bet Patijo (Beth Patillo), Stropoštavanje – Nastavak Gordosti i predrasude gospođice Džejn Ostin autorke Helen Bejker, Potraga za Pemberlijem od Meri Sajmonsen (Mary Simonsen), Gospodin Darsi se ženi i nastavak Darsi i Elizabet: Noći i dani u Pemberliju od Linde Berdol (Linda Berdoll).
U romantičnoj komediji autora Gvina Kridija, Zavođenje gospodina Darsija, junakinja stiže u Gordost i predrasudu putem čarobne masaže, prepušta se strastima sa Darsijem i nesvesno menja ostatak priče.
Ebigejl Rejnolds (Abigail Reznolds) je autorka sedam verzija kolekcije Gordosti i predrasude iz doba britanskog Regentstva. Njena serija Varijacija na Pemberli uključuje Opsesiju gospodinom Darsijem, Osvojiti gospodina Darsija, Šta bi uradio gospodin Darsi i Gospodin Ficvilijam Darsi: poslednji čovek na svetu. Njena moderna adaptacija, Čovek koji je voleo Gordost i predrasudu, odvija se u Kejp Kodu.
Roman autorke Helen Filding (Helen Fielding) iz 1996, Dnevnik Bridžit Džouns, takođe je zasnovan na Gordosti i predrasudi i rezultirao je kasnijim istoimenim filmom koji je izašao 2001.
U martu 2009. godine, Kirk Buks objavio je Gordost i predrasudu i zombije, koji koristi originalno delo autorke Ostin i kombinuje ga sa hordama zombija, kanibalizmom, nindžama i ultranasilnim uništenjem. U martu 2010. Kirk Buks objavio je roman Gordost i predrasuda i zombiji: Zore strahota, koji prethodi Gordosti i Predrasudi i bavi se ranim danima Elizabet Benet kao goniteljke zombija. 2016. je objavljen film prema ovoj savremenoj književnoj adaptaciji, sa Lili Džejms i Metom Smitom u glavnim ulogama.
Godine 2011., autorka Mici Sereto (Mitzi Szereto) je proširila je roman u Gordosti i predrasudi: Skrivene požude, istorijskoj seks parodiji čija je radnja paralelna sa originalnom radnjom i načinom pisanja Džejn Ostin.
Marvel takođe objavljuje svoju verziju ovog klasika puštanjem kratkih komičnih serija sa pet izdanja koja su verna originalnoj priči. Prvo izdanje objavljeno je 1. aprila 2009. a napisala ga je Nensi Hajeski. Objavljeno je u vidu grafičkog romana 2010. godine sa ilustracijama Huga Petrusa.
Pamela Ejdan (Pamela Aidan) je autorka trilogije knjiga koje govore o Gordosti i predrasudi sa tačke gledišta gospodina Darsija: Ficvilijam Darsi, Gospodin. Knjige su Zbor poput ovog, Dužnost i žudnja i Ova tri preostala.
Autorka detektivskih romana, Pi Di Džejms, napisala je knjigu pod nazivom Smrt stiže u Pemberli, misteriju sa ubistvom koja se odvija šest godina nakon Elizabetinog i Darsijevog venčanja.
Nastavak Gordosti i predrasude, Drugi utisci, autorke Sandre Lerner (Sandra Lerner), razvija priču i zamišlja šta se možda dogodilo glavnim likovima romana. Napisan je u stilu Ostinove, nakon opširnog istraživanja o periodu i jeziku, i objavljen 2011.godine pod pseudonimom Ava Farmer.
Roman Longborn iz 2013.godine, čiji je autor Džo Bejker, zamišlja živote sluga iz Gordosti i predrasude.
U romanu Kvalifikovani, Kertis Sitenfeld likove iz Gordosti i predrasude smešta u savremeni Sinsinati, gde roditelji Benet, koji su nekada težili uspinjanju statusnim lestvicama u Sinsinatiju, proživljavaju teške trenutke. Elizabet, uspešna i nezavisna novinarka u Njujorku, i njena starija sestra Džejn moraju da se umešaju u oporavak porodične finansijske situacije i nateraju svoje odrasle sestre da se odsele i napreduju u životu. Tokom tih dešavanja, susreću Čipa Binglija, mlađanog doktora i slučajnu rijaliti zvezdu, kao i njegovog kolegu sa medicine, Ficvilijama Darsija, ciničnog neurohirurga.
Gordost i predrasuda takođe je inspirisala i brojne naučne radove. 2010.godine, naučnici su nazvali feromon pronađen u urinu miša darsin, po gospodinu Darsiju, jer veoma snažno privlači ženke. 2016. godine, naučni rad objavljen u Časopisu o naslednim metaboličkim oboljenjima postavio je tezu da je gospođa Benet možda bila nosilac retkog genetskog oboljenja, što objašnjava to što Benetovi nisu imali sinove i zašto su neke od sestara Benet tako luckaste.

## Literatura
- Ostin, Džejn (2011). Gordost i Predrasuda. Beograd, Srbija: Vulkan. стр. pogl.1. ISBN 978-86-7710-629-4.

## Spoljašnje veze
- Gordost i predrasuda na Projektu Gutenberg